# Orchies
Orchies település Franciaországban, Nord megyében. Lakosainak száma 8390 fő (2022. január 1.). Orchies Nomain, Auchy-lez-Orchies, Beuvry-la-Forêt, Bouvignies, Coutiches és Landas községekkel határos.

## Népesség
A település népességének változása:
| Lakosok száma | 8284 | 8472 | 8797 | 8828 | 8736 | 8633 | 8529 | 8455 | 8390 |
|               | 2013 | 2015 | 2016 | 2017 | 2018 | 2019 | 2020 | 2021 | 2022 |